# 196411 Umurhan
195411  è un asteroide della fascia principale. Scoperto nel 2002, presenta un'orbita caratterizzata da un semiasse maggiore pari a 2,7876841 au e da un'eccentricità di 0,1589982, inclinata di 14,72188° rispetto all'eclittica.